# موزونه چاریوا
موزونه چاریوا (خط سیریلیک: Мавзуна Чориева)‏ (زاده ۱ اکتبر ۱۹۹۲ در کولاب) بوکسور زن اهل تاجیکستان است که در المپیک ۲۰۱۲ لندن موفق به کسب مدال برنز وزن ۶۰ کیلوگرم شد. وی تنها مدال‌آور تاجیکستان در این المپیک بود و نخستین زنی است که برای تاجیکستان در المپیک مدال آورده‌است. پس از کسب مدال اعلام شد که وی قرار است یک جایزه ۲۰۰٬۰۰۰ سامانی (۴۲٬۰۰۰ دلاری) از سوی دولت، یک آپارتمان دو اتاقه رایگان در دوشنبه از سوی حزب اپوزیسیون رنسانس اسلامی تاجیکستان، و یک خودروی لکسوس از بانک اوریون دریافت کند.